# Hohenzollerngraben
Als Hohenzollerngraben oder Zollerngraben wird ein über 30 Kilometer langer und durchschnittlich 1,5 Kilometer breiter geologischer Graben im Bereich der südwestlichen Schwäbischen Alb in Baden-Württemberg bezeichnet. Er zieht sich in nordwestlicher, sprich herzynischer Richtung quer durch das Gebiet des Zollernalbkreises von der Albhochfläche bis ins Albvorland. Die den Hohenzollerngraben begrenzenden Randverwerfungen haben eine Sprunghöhe von rund 100 Meter auf der Albhochfläche und bis zu 40 Meter im Vorland. Sie fallen V-förmig nach innen und schließen den Graben in einer Tiefe von zwei bis drei Kilometern. Ein Zusammenhang mit den in der Region häufig auftretenden Erdbeben besteht nicht.

## Entstehung
Der Hohenzollerngraben entstand vor 15 Millionen Jahren als Folge der tektonischen Spannungen durch die Auffaltung der Alpen unter dem Druck der afrikanischen Platte und der damit verbundenen Hebung der Schwäbischen Alb. Durch die gewaltigen Kräfte entstanden Risse, Spalten und Gräben.

## Reliefumkehr
Obwohl es sich um ein Einbruchgebiet handelt, überragt das grabeninnere Gelände seine Umgebung. Diese so genannte Reliefumkehr wird am Beispiel des Hohenzollern besonders deutlich, wo ein Höhenunterschied von bis zu 350 Metern erreicht wird. Als Zeugenberg verdankt er seine Position und Entstehung den härteren, abtragungsresistenteren Gesteinsarten im Grabeninneren. Auch auf der Albhochfläche hebt sich das kuppige, waldreiche Gelände im Grabenverlauf von der flacheren, unbewaldeten Umgebung außerhalb des Grabens ab.

## Kein Zusammenhang mit Erdbeben in der Region
Der Hohenzollerngraben als tektonische Störung wurde und wird fälschlicherweise landläufig immer wieder mit einer Häufung von Erdbeben im Zollernalbkreis in Verbindung gebracht. Seit dem Beginn des 20. Jahrhunderts traten im Raum Albstadt drei stärkere Erdbeben auf:
| Datum             | Magnitude | max. Intensität | Epizentrum                               |
| ----------------- | --------- | --------------- | ---------------------------------------- |
| 16. November 1911 | 6,1       | VIII            | Ebingen                                  |
| 28. Mai 1943      | 5,6       | VIII            | Raum Tailfingen-Onstmettingen-Pfeffingen |
| 3. September 1978 | 5,7       | VII-VIII        | Tailfingen                               |

Durch das Ereignis von 1911, einem der größten Beben in Deutschland in historisch überlieferter Zeit, wurde die Bebenzone um Albstadt aktiviert. Seither ereigneten sich neben den Erdbeben von 1943 und 1978 noch zahlreiche weitere schwächere Erdstöße.
Allerdings gingen diese Erdbeben von einer Schwächezone, der so genannten Albstadt-Scherzone, im Grundgebirge fünf bis zehn Kilometer unter der Erdoberfläche aus, während der Hohenzollerngraben mit rund zwei Kilometern Tiefe eine oberflächennahe Struktur ist. Das Salinar des Mittleren Muschelkalks entkoppelt die oberen Deckgebirgsschichten teilweise vom tieferen Untergrund. Die NNO–SSW-gerichteten Scherbewegungen im Grundgebirge äußern sich in ungefähr senkrecht dazu verlaufenden Dehnungsstrukturen im Deckgebirge. So hängt die Struktur des Hohenzollerngrabens mit der Scherzone zusammen, ohne selbst für die Erdbeben ursächlich zu sein. Dennoch wird der Hohenzollerngraben bis heute hauptsächlich im Kontext der Erdbebenaktivitäten genannt, womit diese Verkettung wesentlich zu seiner Bekanntheit in der Bevölkerung beigetragen haben dürfte.